# West Blatchington
West Blatchington är en ort i unparished area Hove, i distriktet Brighton and Hove, i grevskapet East Sussex i England. West Blatchington var en civil parish fram till 1974. Civil parish hade 5 796 invånare år 1951.